# Badula
Badula – rodzaj roślin z rodziny pierwiosnkowatych (Primulaceae). Obejmuje 17 gatunków z czego trzy już wymarły. Występują na Madagaskarze i Maskarenach.

## Morfologia
PokrójDrzewa i krzewy, często słabo rozgałęzione lub nierozgałęziające się (pachykauliczne).
LiścieOgonkowe, całobrzegie, skupione na końcach pędów.
Kwiaty5-krotne, obupłciowe, promieniste, zebrane w wiechowate kwiatostany. Korona barwy białej lub czerwonej, szeroko rozpostarta. Płatki jajowate do zaokrąglonych. Pręciki z bardzo krótkimi nitkami, pylniki ze strzałkowatą nasadą, otwierające się podłużnymi pęknięciami. Zalążnia jajowata zwieńczona szyjką podobnej do niej długości, na szczycie z dyskowatym znamieniem.
OwoceKulistawe pestkowce.

## Systematyka
Pozycja systematyczna
Rodzaj z podrodziny Myrsinoideae z rodziny pierwiosnkowatych Primulaceae. Odrębność od rodzaju Oncostemum A. Juss. określana jest jako dyskusyjna, według części źródeł prawdopodobnie należy tu włączyć gatunki z rodzaju Oncostemum.
Wykaz gatunków
- Badula balfouriana (Kuntze) Mez
- Badula barthesia (Lam.) A.DC.
- Badula borbonica A.DC.
- Badula crassa A.DC.
- Badula decumbens (Cordem.) Coode
- Badula fragilis Bosser & Coode
- Badula grammisticta (Cordem.) Coode
- Badula insularis A.DC.
- Badula leandriana H.Perrier
- Badula multiflora A.DC.
- Badula nitida (Coode) Coode
- Badula ovalifolia A.DC.
- Badula pervilleana H.Perrier
- Badula platyphylla (A.DC.) Coode
- Badula reticulata A.DC.
- Badula richardiana H.Perrier
- Badula sieberi A.DC.